# Elkhart Township (Iowa)
Elkhart Township est un township du comté de Polk en Iowa, aux États-Unis,.
Il est fondé en 1851 et est nommé en référence au comté d'Elkhart dans l'Illinois.

## Source de la traduction
- (en) Cet article est partiellement ou en totalité issu de l’article de Wikipédia en anglais intitulé « Elkhart Township, Polk County, Iowa » (voir la liste des auteurs).